# Kloster Kalenić

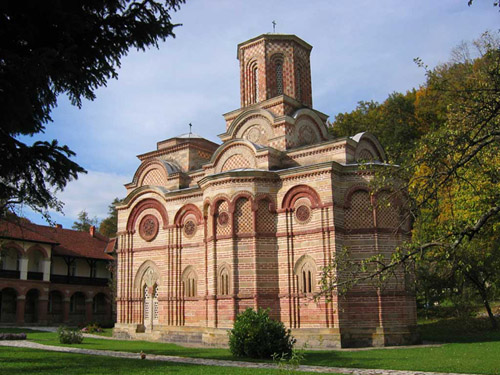
Klosterkirche

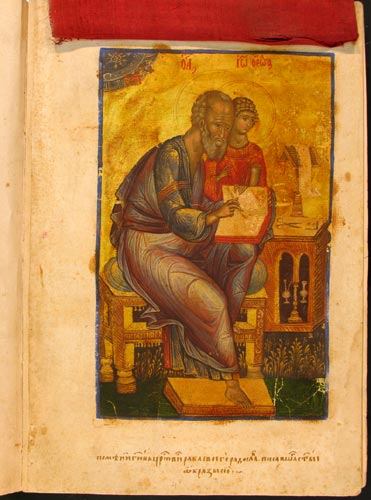
Meister Radoslav, der Maler der Fresken von Kalenić, fertigte auch das Radoslav-Evangeliar an.

Das Kloster Kalenić ist ein serbisch-orthodoxes Kloster in Serbien, südlich von Kragujevac nahe Jagodina auf dem Gebiet der Gemeinde Rekovac. Die Klosterkirche ist ein Hauptwerk der Morava-Schule der serbisch-byzantinischen- wie spätbyzantinischen Kunst. Zur Zeit des Despoten Stefan Lazarević (1404–1427) vom Kämmerer Bogdan errichtet, ist der Bau eine fürstliche Stiftung einer Dreikonchenanlage mit hoher schmaler Kuppel auf hohem Tambour und einer niedrigen Blendkuppel über dem Narthex.
Die Verwendung von wechselnden Reihen von Ziegeln und Haustein, sowie breite Mörtelfugen und der reiche bauplastische Dekor mit in Flachrelieftechnik verzierten Fenstern und Rosetten ergeben eine harmonische Verbindung östlicher und westlicher Architekturtradition mit Elementen der Gotik, die in der spätbyzantinischen Kunstepoche in Serbien wirksam ist. Die Ausgewogenheit der architektonischen Lösung und die Qualität des Fassadenschmucks, die zusammen ein harmonisches Ganzes bilden, reihen Kalenić in die herausragenden spätmittelalterlichen Kirchenbauten in Europa ein.

## Fresken
Auch die Fresken im Inneren gehören zu den herausragenden der serbischen Kunst. Sie nähern sich durch ihre Eleganz, realistische Darstellung und Monumentalität dem internationalen Stil der Gotik. Die Hochzeit zu Kanaa ist hier die bekannteste Darstellung.
Die vier Miniaturen des Radoslav-Evangeliars ähneln dem Hauptwerk der Freskenmalerei der Morava-Schule im Kloster Kalenić in solchem Maße, dass die Mitwirkung von Radoslav, dem Maler der Miniaturen, und seiner Gehilfen bei der Ausmalung der Kirche angenommen wird.